# Impressió, sol naixent
Impressió, sol naixent, o Impressió, sol ixent (en francès Impression, soleil levant) és una pintura a l'oli realitzada per Claude Monet el 1872 i que actualment s'exposa al Museu Marmottan Monet de París.
El seu motiu és el port de Le Havre a França, usant molt pocs tocs de pinzell que suggereixen en comptes de delinear.
La pintura es va exhibir el 1874 durant la primera mostra independent dels impressionistes, -encara no coneguts per aquest nom- dels quals se'n destaca Edgar Degas, Alfred Sisley, Camille Pissarro, Berthe Morisot, Paul Cézanne i Pierre-Auguste Renoir, junts formaven la «Societé Anonyme des artistes». Aquesta exhibició tingué lloc a la galeria-saló del fotògraf Nadar, en el 3r pis de la casa 35 del Boulevard dels Capucines.
El crític Louis Leroy, inspirat pel títol d'aquest quadre, va titular la seva hostil crítica al diari Le Charivari, 'Exhibició dels impressionistes, donant nom inadvertidament al moviment. La crítica fou dura amb el quadre atès al caràcter poc definit.
| «                               | “ -Què representa aquesta tela? - Vaig a mirar el catàleg. Impressió, sol naixent. Una Impressió, estava segur d'això. Em deia també, perquè estic impressionat, que allà dins hi havia d'haver alguna impressió... Quina llibertat, quina factura més solta ! El paper pintat en estat embrionari està més acabat que aquesta marina.” | » |
| — Louis Leroy, diari Charivari. | |   |

La pintura va ser robada del museu Marmottan-Monet el 1985 i no es va recuperar fins al 1990. Des de 1991 ha estat de nou en exhibició.

## Anàlisi
Pintat a pleir air, Monet va pintar la sortida del sol al port de le Havre; tres barques hi naveguen entre l'espessa boira matinal i el fum de les fàbriques.
La composició és equilibrada, marcada per una diagonal (\) que insinuen les tres barques. Aquesta aporta profunditat a la pintura, i trenca amb l'horitzontalitat, que juntament amb les línies asimètriques de les fàbriques aporten dinamisme. Les figures s'esbossen esquemàticament. Un tret de l'impressionisme és la negació del dibuix, o la subordinació d'aquest a la pinzellada.
La pinzellada de Monet és solta, aïllada i es mou en diferents direccions. Per exemple, el reflex del sol l'aconsegueix separant les pinzellades conforma es va apropant a l'espectador.
Monet va pintar el sol gairebé amb la mateixa luminància del cel, una condició que suggereix humitat alta i atenuació atmosfèrica de la llum. Aquest detall descansa en el tractament del color; predomina un blau grisenc, del mar, que es contraposa amb l'ataronjat del sol. Aquesta elecció no és casual, ja que aquests dos, el blau i el taronja són complementaris, es juxtaposen, fent més brillant i intensa la pintura atès a què és a través d'aquesta combinació que s'aconsegueix captar la llum. La teoria del color va ser exposada per Chevreul.
L'objectiu de Monet és pintar la realitat canviant, l'instant fugisser, per això utilitza un art que li autoritza aquesta possibilitat artística. Aquest pensament donà la benvinguda a una nova concepció de l'art, a entendre la pintura com un acte espontani. Monet esdevindrà un referent per les avantguardes.
El resultat: impressions, l'aura del moment, l'efecte que produeixen els objectes en els òrgans dels sentits. Amb l'aparició de la fotografia, ja es podia arribar al retrat fidel de la realitat, per això artistes com Monet van anar a la recerca del color.